# Teplota půdy
Teplota půdy je charakteristika tepelného stavu půdy.

## Měření teploty půdy

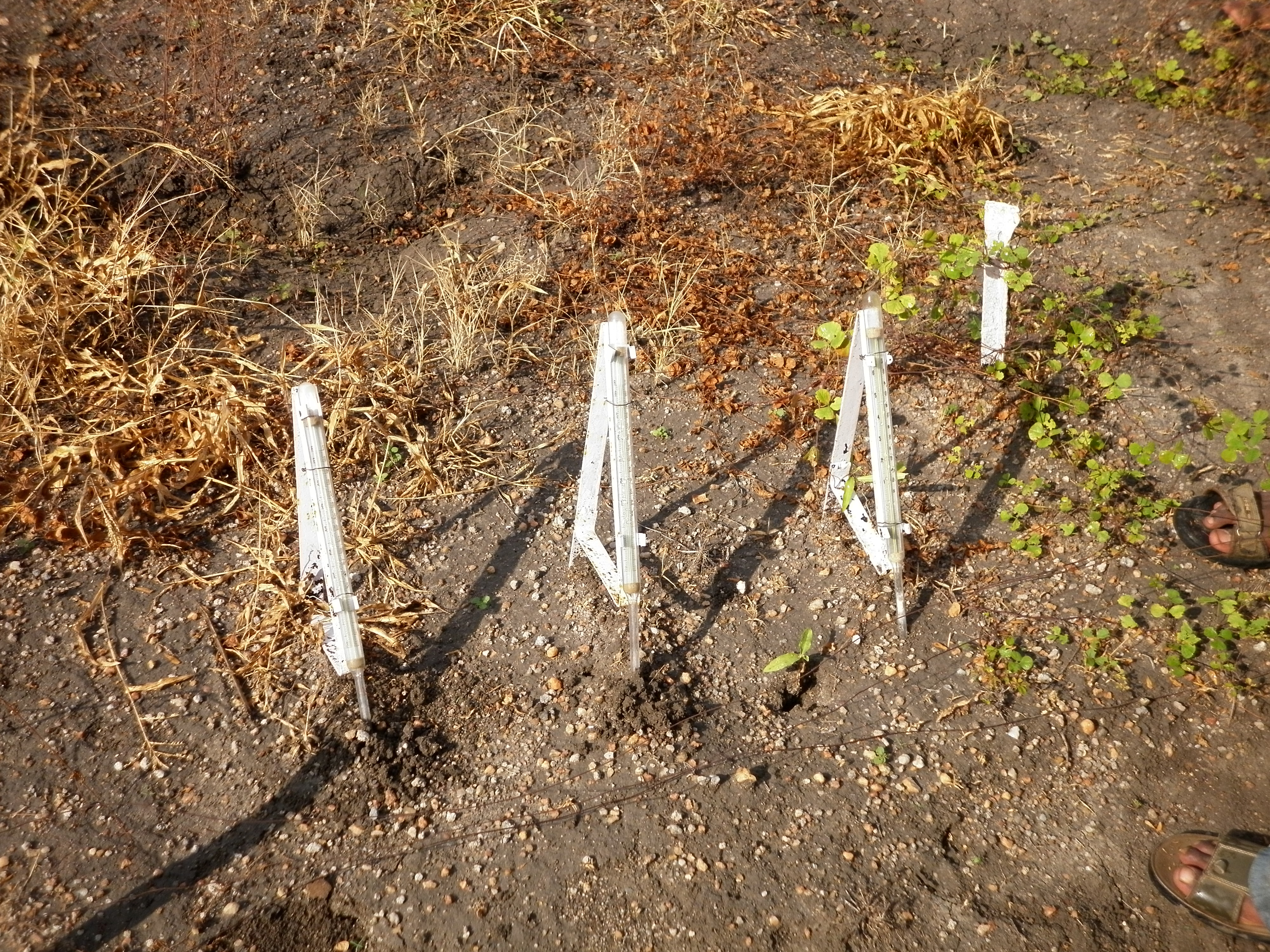
Půdní teploměry

Teplota půdy se měří půdními teploměry ve stupních Celsia ve standardních hloubkách 5, 10, 20, 50, 100, 150 a 300 cm.
Na stanicích v České republice se teplota půdy měří v hloubkách 5, 10, 20, 50 a 100 cm většinou s použitím elektrických půdních teploměrů, někde ještě pomocí půdních teploměrů.

## Měření promrzání půdy
V zemědělské meteorologii se zjišťuje hloubka promrzání půdy, tj. hloubka, v níž dochází k mrznutí vody. K jejímu určení se používají půdní mrazoměry (kryopedymetry). Ve stavebnictví se určuje nezámrzná hloubka půdy.

## Změny teploty půdy

### Zdroj tepla
Přírodním zdrojem tepla je elektromagnetické záření Slunce, které je pohlceno povrchem půdy. Charakteristika schopnosti prostředí pohlcovat dopadající záření je dána absorpčním koeficientem. Poměr množství odraženého záření k množství záření dopadlého na určitý povrch je albedo. Hodnota absorpčního koeficientu a albeda je odlišná pro různé typy prostředí a povrchů. Sluneční záření je absorbováno svrchní vrstvičkou povrchu půdy.
Míra zahřátí povrchu půdy závisí po absorpci záření na tepelné kapacitě půdy, na ztrátách energie při vyzařování a při výparu vody z půdy a na přenosu energie do hlubších vrstev.

### Změny teploty
Pro zjednodušený popis, předpokládající nehorizontální přenos tepla, časové změny teploty půdy s hloubkou se používají čtyři Fourierovy zákony:
1. perioda časových změn teploty půdy se s rostoucí hloubkou nemění;
2. amplituda časových změn teploty půdy se s rostoucí hloubkou zmenšuje. Označíme-li amplitudu výkyvů teploty na povrchu půdy A0 , v hloubce z Az, koeficient molekulární teplotní vodivosti km a periodu výkyvů teploty P, platí že
{\displaystyle A_{z}=A_{0}^{-z{\sqrt {\frac {z}{k_{m}\cdot P}}}}}
3. doba výskytu maxima a minima teploty půdy se s rostoucí hloubkou zpožďuje. Zpoždění ΔT vůči času výskytu extrému na zemském povrchu lze vyjádřit vztahem
{\displaystyle \Delta T={\frac {z}{2}}{\sqrt {\frac {P}{k_{m}\pi }}}}
4. označíme-li hloubku stálé denní teploty půdy zd, hloubku stálé roční teploty zr, periodu denních výkyvů teploty půdy Pd a periodu ročních výkyvů teploty půdy Pr, pak platí, že
{\displaystyle {\frac {z_{d}}{z_{r}}}={\sqrt {\frac {P_{d}}{P_{r}}}}}.[4]

## Galerie

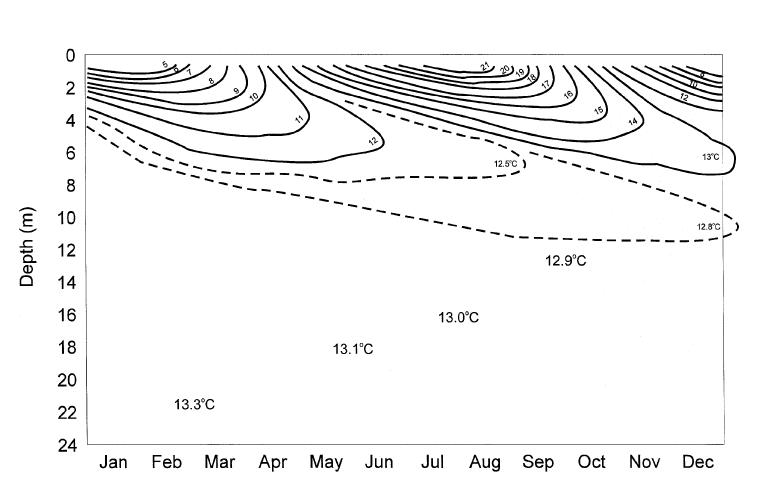
Roční chod průměrných denních teplot půdy u Bělehradu, Srbsko.
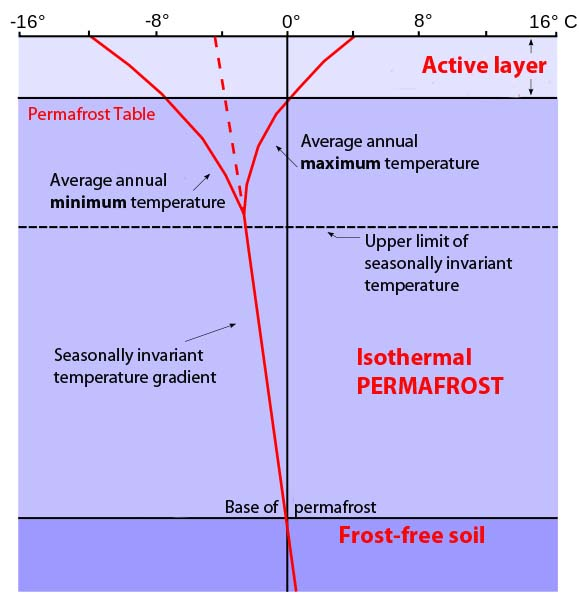
Teplotní profil permafrostu